# Michał Walicki (1746–1828)
Michał Walicki herbu Łada (ur. 1746, zm. w 1828 w Wilnie) – hazardzista, podstoli koronny w latach 1789–1791, szambelan królewski.

## Życiorys
Urodził się w 1746 na Mińszczyźnie w rodzinie zaściankowego szlachcica. Dzięki swojemu wujowi krajczemu litewskiemu Buczyńskiemu zdobył wykształcenie u jezuitów w Mohylewie. Dostał listy polecające i wyjechał do Lwowa. Zatrudnił się przy bilardzie oraz sam grał bardzo dobrze w bilard, jak również w faraona. Poznał tam Stanisława Sołtyka, który zabrał go ze sobą do Wiednia. Michał Walicki dał się poznać jako szczęśliwy gracz w gry hazardowe. W Wiedniu poznał księcia Esterhazy, który postanowił przedstawić polskiego szlachcica swoim przyjaciołom, a następnie zaprezentował go księżnej Polignac, przyjaciółce królowej Marii Antoniny. Został zaproszony do Paryża, gdzie grał w faraona z wielką umiejętnością i szczęściem. Wygrywał z najbardziej utytułowanymi osobami i mimo to był powszechnie lubiany. Henryk Rzewuski piszę o nim: „Nigdy o nic się nie sprzeczał, wątpliwe wypadki w grze zawsze przeciwko sobie nawiązywał, kredytu nikomu nie odmawiał, nikomu się nie naprzykrzał o zapłacenie jemu należności”. Zaprzyjaźnił się z Krzysztofem Wiesiołowskim, od którego posiadł wiedzę o dziełach sztuki oraz kamieniach szlachetnych. Wygrywał ogromne sumy oraz prowadził dom otwarty i na wysokiej stopie. Grał nie tylko z dworzanami i parą królewską, ale według przekazów ograny diuk Orleanu zaproponował Walickiemu spółkę: książę finansował spotkania i zapraszał osoby z najbogatszych rodzin, zadaniem Walickiego było ogranie ich w bilard lub w karty, a diuk miał swój udział w wygranej.
W maju 1783 udał się do Londynu, gdzie również grał hazardowo i pomnażał wygrany majątek. W Anglii spotkał się z Janem Śniadeckim, Julianem Ursynem Niemcewiczem i Kajetanem Węgierskim.
W 1787 kupił od Stanisława Sołtyka tytuł podstolego koronnego, a następnie we Włoszech tytuł hrabiowski, który został zatwierdzony przez króla Stanisława Augusta. Nabył pałac w Warszawie przy ulicy Długiej, gdzie urządzał wystawne przyjęcia.
W 1789 roku został kawalerem Orderu Świętego Stanisława, a w 1790 roku otrzymał Order Orła Białego. W 1793 udał się ponownie do Paryża i dokonał bardzo korzystnych zakupów, ponieważ dzieła sztuki i luksusowe przedmioty były bardzo tanie i łatwo dostępne z powodu wybuchu rewolucji francuskiej.
W ostatnich latach XVIII pojechał do Berlina i tam wydawał bale z ogromnym przepychem. Swoim bogactwem i szerokim gestem zrobił bardzo duże wrażenie w stolicy Prus. W latach 1801–1804 przebywał w Petersburgu, gdzie wydawał bale i przyjęcia, na których podziwiano jego kolekcję złotych emaliowanych tabakierek, jak również złoty serwis stołowy inkrustowany drogimi kamieniami, do którego przynależały specjalne noże i widelce z rączkami z korala szlachetnego.
Nazwisko Michała Walickiego znajduje się wśród założycieli Towarzystwa Przyjaciół Nauk.
W 1806 ufundował w Wilnie stypendium dla zdolnych ubogich chłopców noszących nazwisko Walicki. Wśród stypendystów znajdował się Alfons Walicki.
Hrabia Walicki hojnie obdarował Uniwersytet Wileński oraz Liceum Krzemienieckie. Zapisy i darowizny osiągnęły sumę 2 milionów złotych. Kupił majątek w Jeziorach i założył tam papiernię oraz fabrykę sukna.
Zmarł bezdzietnie w Wilnie w 1828 jako stary kawaler.